# 제프 하디
제프 네로 하디(Jeffrey Nero Hardy, 1977년 8월 31일 ~ )는 미국의 AEW 프로레슬링선수이다. 그는 WWE 챔피언, WWE 월드 헤비웨이트 챔피언, TNA 월드 헤비웨이트 챔피언 등의 경력을 가지고 있다.

## 일생
제프 하디는 1977년 8월 31일 미국 노스캐롤라이나주 캐머런에서 태어났다.
제프 하디는 어릴 적 어머니를 일찍 여의고 나서 과격한 스포츠에 관심을 갖게 된다. 무엇보다 제프 하디는 미술에 관련된 것에도 소질이 있었다. 실제로 어릴 적에 예술학교에 진학할 기회가 있었다고 한다. 특히 오토바이, 레이싱, 야구 등에는 선수가 되겠다는 생각도 했었지만 결국 프로레슬링선수인 형 매트 하디를 따라서 프로레슬링선수가 된다.
1993년 10월 15일 프로레슬링에 입문했고 1993년에 자신의 단체에서 활약하면서 활동을 했고 여러 단체에서 활약을 했다.
그리고 94년, 95, 96, 97년 이렇게 WWE에서 일방적으로 지는 역할을 자주 하면서 무명 레슬러로서 활동을 하기도 했다. 하지만 1998년에 WWE에 계약을 하면서 정식으로 WWE 선수가 되면서 "하디 보이즈"로 활동하게 된다.
그리고 하디 보이즈가 인기를 차지하게 되는 시기는 1999년 "패뮬러스 프리버즈" 멤버였던 마이클 헤이즈가 매니저가 되고 나서, 새로운 강력한 이미지를 얻게 된다.
그리고 당시 인기 선역 태그팀이었던 E&C(에지, 크리스쳔)와도 상대하면서 인기를 끌게 된다. 하지만 하디 보이즈가 단번에 WWE 스타가 된 건 1999년 노 머시였다.
당시 WWE에서 전에 보여줄 수 없었던 고난이도 래더 매치를 선보이면서 단숨에 스타가 된다. 그리고 레슬매니아 16에서 트라이앵글 래더 매치 2000년 섬머슬램에서 사상 최초 TLC 매치
2000년 언포기븐에서 스틸 케이지 매치 등을 하면서 여러 PPV에서 하디 보이즈가 WWE 스타가 되는 입장이 됐다. 그리고 2001년 레슬매니아 17에서도 TLC 매치로 명승부를 펼쳤다.
특히 2001년 터프 이너프 출연은 하디 보이즈가 더더욱 WWE 스타로서 입지가 커지는 계기가 된다. 특히 당시 WWE 최고 메인 이벤터이자 전 세계 프로 레슬링 팬들에 사랑을 받았던 스티브 오스틴
WWE 최고 악역이었던 트리플 H같은 선수들과도 붙으면서 하디 보이즈가 메인 이벤터로서도 활약하게 되는 시기가 된다.
하지만 2001년 겨울부터 방황을 시작하고 2002년 대마초를 핀다는 설이 인터넷에 떠돌면서 그를 더 힘들게 한다. 그리고 점점 프로레슬링에 열정이 식으면서 음악에 심취를 하게 된다.
결국 2003년 WWE를 그만두고 음악에 빠지게 된다. 하지만 2004년 TNA에 데뷔를 하게 된다. 그는 역시 TNA에서도 명승부를 펼쳤고 최고의 인기를 누렸지만 결국 계약 만료로 2006년 TNA에서 방출됐다.
하지만 그 시기는 WWE에서도 제프에 컴백을 원한 시기였고 제프는 결국 3년 만에 WWE에 돌아오게 되는 계기가 된다. 2007년까지는 미들 카터급에서 활약하는 시기였다.
하지만 2008년 자신이 솔로로서도 메인 이벤트 자리에 오르게 되는 시기가 됐고, 그리고 2008년 12월 아마겟돈에서 생애 첫 WWE 타이틀을 획득하게 된다.
WWE에 들어오면서 10년 만에 WWE 최정상급 챔피언에 오르는 계기가 된다. 하지만 한달만에 빼앗긴다. 하지만 그 시기부터 제프 하디가 WWE 최고 인기 선수이자 메인 이벤터가 되는 계기가 된다.
하지만 2009년에 또 다시 제프는 WWE와 여러 갈등을 하게 된다. 사실은 2008년 약물 복용으로 WWE에 징계도 받고 자신이 살던 집도 화재 때문에 잿더미가 됐다. 결국 제프는 WWE에서 나오겠다고 결심했지만
형 매트 하디에 설득으로 다시 WWE에 훌륭하게 복귀하여 팬들에게 다시 좋은 이미지를 얻게 된다. 2009년 초는 정말 제프 하디에 시기였다해도 과언이 아니다. 여러 번 월드 챔피언을 획득하게 되며
특히 월드 헤비웨이트 챔피언까지도 차지하는 계기가 된다. 하지만 2009년 여름 제프하디는 계약 만료로 인해 다시 WWE와 재계약을 할것인가에 대해서 결국 반대를 원하게 되고 WWE에서 CM 펑크와 마지막경기를 했지만
제프가 패해서 그만 WWE를 떠나게 된다. 그런데 TNA에서 제프가 2010년 1월 14일 깜짝 등장하고 심지어 TNA 헤비 웨이트 챔피언이 되어서 매트몰렌과 대립도 하고 스팅과 대립도 했다.
하지만 청문회 때문에 다시 제프의 앞은 어두워 졌지만, 지난 임팩트 때 제프하디가 한 여자의 남편이자 한 아이의 아빠로써 사죄를 했고 사죄 이후로 테마곡도 바꾸고 인기도 많이 올라갔다.
2013년 각본상 탈단을 하고 2014년 윌로우라는 새로운 캐릭터로 복귀하게 된다. 2014년 6월 형인 매트 하디가 3년만에 TNA 복귀를 하게 되면서 하디 보이즈도 부활하여 과거 WWE에서 라이벌관계였던 더들리 보이즈와의 대립을 하기도 했다.
2017년 2월 28일 TNA와 두번째 결별을 맞이한 후 다시 RoH에 복귀했고 4월 2일 진행되었던 레슬메니아에서 맷 하디와 함께 11년만에 WWE에 돌아오면서 WWE RAW 태그팀 챔피언십 벨트를 얻게되었다. 하지만 그후에 하디보이즈가 WWE RAW태그팀타이틀을 잃은후,활동하던중 제프가 부상을 당하게 된다.제프는 어깨부상으로 인해서 많은 공백을 가지고 레슬매니아 이후 RAW인 4월에 복귀하게 된다.
그의 복귀매치는 세스롤린스,핀베일러,제프하디VS미즈,미즈투라지였으며 승리하였다.그는 그후 스맥다운에서 드래프트된 진더마할과 U.S챔피언십에서 승리하게 된다.
그 후 그는 스맥다운으로 드래프트되고 U.S챔피언타이틀도 스맥다운으로 넘어가게된다.제프는 점점 패이스패인팅을 하면서 브라더니로의 가까운캐릭터를 보여주고있다. 사람들이 돌아온 제프에게 바라는것은 페이스페인팅,NO MORE WORDS 테마곡,익스트림이였지만 현재 전 테마곡인 NO MORE WORDS테마가 돌아오지않아 팬들에게 아쉬움을 내고있다. 제프는 나카무라 신스케와의 대립에 있다. 제프 하디는 2018년 6월 15일에 열리는 익스트림룰스 2018에서 나카무라 신스케와 U.S타이틀을 놓고 싸우게된다. 그러나 패배 했다.

## 일화
제프 하디는 키 186cm, 몸무게 102kg이며 WWE 챔피언 중 가장 체격이 낮은 챔피언이기도 하다. 실제로 제프 하디가 WWE 챔피언이 되기 전 제프와 체격이 비슷한, 숀 마이클스나 브렛 하트 등이 챔피언이 됐었다.

## 레슬링 기술
무엇보다 제프 하디의 기술은 프로 레슬링 팬들이 많이 따라하기로도 유명했다. 제프가 존경했던 그레이트 사스케의 센턴 밤과 마찬가지로 자신의 피니쉬로 사용했던 스완턴 밤(하이 앵글 센턴 밤)으로도 유명하다. 그리고 DDP에 다이아몬드 커터를 보고 본떠 만든 기술인 트위스트 오브 페이트(프론즈 페이스락 커터)도 자주 썼다. 원래 형 매트 하디에 피니쉬지만 상대 경기에 난입할 때 순간적으로 쓸 수 있는 기술이라곤 트위스트 오브 페이트(프론즈 페이스락 커터)밖에 없었기 때문이다. 하지만 제프하디는 매트하디의 피니쉬를 변형시켜 익스트림 트위스트 오브 헤이트를 만들었다.(제프 하디는 상대의 머리가 위를 보고 있고, 매트 하디는 밑을 본다) 그리고 코크스크류 문설트 형식으로 들어가는 위스퍼 인 더 윈드기술이 주특기였다. 제프에 대표 4가지 기술 스완턴 밤(하이 앵글 센턴 밤), 익스트림 트위스트 오브 페이트(프론즈 페이스락 커터), 스파인 라인(암록 클로버리프), 리버스 오브 페이트(인버티드 페이스락 넥브레이커 슬램)이 4가지는 제프를 더욱 빛나게 해준 기술이기도 하다. 피니쉬 레퍼토리는 위스퍼 인 더 윈드, 스완턴 밤으로 이어지는 연계 콤보나 트위스트 오브 페이트, 스완턴 밤으로 이어지는 콤보를 사용하기도 한다. 하드코어 매치에서는 주로 체어 트위스트 오브 페이트로 경기를 마무리 지었으며, 매우 높은 곳에서 떨어지는(사다리 위, 구조물 위) 스완턴 밤으로 유명했다.

## 수상

### WWE
- WWE 챔피언 1회
- WWE 월드 헤비웨이트 챔피언 (구 버전) 2회
- WWE 인터콘티넨탈 챔피언 5회
- WWE 월드 태그팀 챔피언 (구 버전) 6회 - 매트 하디 (6회)
- WWE RAW 태그팀 챔피언 1회 - 매트 하디 (1회)
- WWE 스맥다운 태그팀 챔피언 1회 - 매트 하디 (1회)
- WWE 유나이티드 스테이츠 챔피언 1회
- WWE 하드코어 챔피언 3회
- WWE 유로피언 챔피언 1회
- WWE 라이트 헤비웨이트 챔피언 1회
- 18대 WWE 트리플 크라운
- 10대 WWE 그랜드 슬램
- WCW 태그팀 챔피언 1회 - 매트 하디 (1회)

### TNA
- TNA 월드 헤비웨이트 챔피언 3회
- TNA 월드 태그팀 챔피언 4회 - 매트 하디 (4회)

### RoH
- RoH 월드 태그팀 챔피언 1회

### 그 외 단체들
- ASW 태그팀 챔피언 1회 - 매트 하디 (1회)
- 크러쉬 태그팀 챔피언 1회 - 매트 하디 (1회)
- HOG 태그팀 챔피언 1회 - 매트 하디 (1회)
- MCW 태그팀 챔피언 1회 - 매트 하디 (1회)
- NCW 라이트 헤비웨이트 챔피언 4회
- NDW 라이트 헤비웨이트 챔피언 1회
- NDW 태그팀 챔피언 1회 - 매트 하디 (1회)
- NFWA 헤비웨이트 챔피언 1회
- NEW 주니어 헤비웨이트 챔피언 1회
- NWA 2000 태그팀 챔피언 1회 - 매트 하디 (1회)
- 오메가 헤비웨이트 챔피언 1회
- 오메가 뉴 프론티어스 챔피언 1회
- 오메가 태그팀 챔피언 2회 - 매트 하디 (2회)
- UWA 월드 미들웨이트 챔피언 1회
- 레슬링 슈퍼스타 태그팀 챔피언 1회 - 매트 하디 (1회)